# Danau Towuti
Der Danau Towuti oder Towutissee ist ein 561,1 km² großer See im Regierungsbezirk (Kabupaten) Luwu Timur in der Provinz Südsulawesi, Indonesien. Der Towutissee ist der größte See auf Sulawesi und nach dem Danau Toba der zweitgrößte Indonesiens. Er gehört zum Malili-Seen-System und liegt als Grabenbruchsee in einer Kryptodepression tektonischen Ursprungs. Das Alter des Sees wird auf eine bis vier Millionen Jahre geschätzt. Das Wasser des Sees ist extrem nährstoffarm (ultraoligotroph).

## Fauna
Der See beherbergt 14 endemische Süßwasserfischarten (aus der Familie der Sulawesi-Regenbogenfische (Telmatherinidae) und den Gattungen Glossogobius, Mugilogobius, Nomorhamphus und Reiskärpflinge (Oryzias)), Süßwassergarnelen aus der Gattung Caridina, Süßwasserkrabben aus  der Familie Parathelphusidae (Gattungen Nautilothelphusa, Parathelphusa und Syntripsa) und Schnecken der Gattung Tylomelania. Vom Menschen in den See eingesetzt kommen inzwischen auch einige weitere Fischarten vor, darunter Anabas testudineus, ein Kiemenschlitzaal (Ophisternon cf. bengalense) und Trichopodus trichopterus. Außerdem der Harnischwels Pterygoplichthys pardalis aus Südamerika, der Buntbarsch Melanochromis cyaneorhabdos, der ursprünglich aus dem ostafrikanischen Malawisee stammt und eine Raubwelsart (Clarias cf. batrachus). Besonders problematisch für die endemischen Fische ist die Einführung des Flowerhorn Cichliden, eines in Malaysia aus verschiedenen Amphilophus, “Cichlasoma” und Paraneetroplus-Arten gezüchteten Buntbarsch-Hybriden, der sich stark vermehrt und sich räuberisch auch von Fischen ernährt. Weiter gibt es Leistenkrokodile (Crocodylus porosus) und Ambon-Segelechsen (Hydrosaurus amboinensis).